# A.N.T. Farm - Accademia Nuovi Talenti
A.N.T. Farm - Accademia Nuovi Talenti (A.N.T. Farm) è una serie televisiva creata da Dan Signer, un autore e co-produttore esecutivo di Zack e Cody sul ponte di comando. I protagonisti della serie sono China Anne McClain, Sierra McCormick e Jake Short che interpretano degli studenti in un programma per talenti del liceo locale chiamato "Accademia Nuovi Talenti", abbreviato A.N.T. La produzione è iniziata nei primi mesi del 2011 e l'episodio pilota è andato in onda negli Stati Uniti il 6 maggio 2011 insieme all'ultimo episodio di Zack e Cody sul ponte di comando e la première del film TV Sharpay's Fabulous Adventure.
In Italia la trasmissione è iniziata il 7 ottobre 2011. È stata mandata un'anteprima il 10 settembre 2011 su Disney Channel. La seconda stagione viene trasmessa negli Stati Uniti dal 1º giugno 2012, in Italia dal 26 ottobre 2012. Il 2 ottobre 2012 è stata confermata anche una terza stagione, che è stata trasmessa in America da giugno 2013, mentre in Italia dal 13 settembre 2013. Dal 9 settembre 2013 in Italia la prima stagione viene trasmessa in prima visione in chiaro da Frisbee. China Anne McClain ha annunciato il 26 dicembre 2013 tramite il suo account personale di twitter che la terza stagione è l'ultima. Infatti l'episodio finale della serie è stato trasmesso il 21 marzo 2014.
China Anne McClain, Sierra McCormick and Jake Short sono gli unici attori ad apparire in tutti i 62 episodi della serie.

## Trama
China Parks è una ragazza delle medie che grazie al suo talento per il canto e la musica ottiene un posto nel programma Accademia Nuovi Talenti (A.N.T. Farm) per studenti avanzati della scuola superiore locale. Assieme ai suoi compagni della A.N.T. Farm, China dovrà cercare di inserirsi nella nuova scuola, dove i ragazzi più grandi non sembrano entusiasti del suo arrivo.

## La sigla
La sigla Exceptional è cantata da China Anne McClain (China Parks) ed è presente anche nell'episodio ANTiche influenze della seconda stagione come nuova versione. Nella sigla della terza stagione Carlon Jeffery non viene incluso, al suo posto viene inserito Aedin Mincks.

## Episodi
| Stagione         | Episodi | Prima TV originale | Prima TV Italia |
| ---------------- | ------- | ------------------ | --------------- |
| Prima stagione   | 26      | 2011-2012          | 2011-2012       |
| Seconda stagione | 20      | 2012-2013          | 2012-2013       |
| Terza stagione   | 17      | 2013-2014          | 2013-2014       |

### America Needs TalANT
È il primo episodio speciale di un'ora, appartiene alla prima stagione ed è stato trasmesso il 25 novembre 2011 negli Stati Uniti e l'8 settembre 2012 in Italia.

### Il sogno di cANTare
È il secondo episodio speciale di un'ora, appartiene alla seconda stagione ed è stato trasmesso il 23 novembre 2012 negli Stati Uniti e il 23 marzo 2013 in Italia.

### Il trANTsferimento
È il terzo episodio speciale di un'ora e primo episodio della terza stagione, in cui gli A.N.T si trasferiscono in una scuola completamente nuova, fatta apposta per loro. L'episodio è stato trasmesso il 31 maggio 2013 negli Stati Uniti, in Italia l'episodio è stato trasmesso il 13 settembre dello stesso anno.

## Personaggi e interpreti

### Principali
- Chyna Parks, interpretata da China Anne McClain, doppiata da Emanuela Ionica.
 È una ragazza afroamericana di 11 anni (nella 1ª stagione), spigliata e intraprendente; prodigio musicale, fa parte del programma A.N.T del liceo e suona dodici strumenti diversi. È appassionata di una serie tv per ragazzi chiamata Liceo Tacchi Alti. Lexi la considera una sua rivale.
- Olivia Daphne "Olive" Doyle, interpretata da Sierra McCormick, doppiata da Sara Labidi.
 È un altro membro del programma A.N.T.; possiede una memoria eidetica, ovvero, ricorda alla perfezione tutto ciò che sente, vede o legge. Olive è una ragazza abbastanza impressionabile, ha paura di fantasmi, folletti, voglie, polvere, patatine fritte (come dice lei: "Perché le friggono? Alzano il colesterolo") e autobus a due piani. È la prima persona ad avvicinarsi a China e a legare con lei al suo arrivo. È la responsabile del giornalino della scuola. Nella terza serie si fidanza con Dixon, finché non la lascia per un'altra ragazza. Quella stessa sera Fletcher la bacia e si mettono insieme.
- Fletcher Quimby, interpretato da Jake Short, doppiato da Andrea Di Maggio.
 È un genio artistico. Anche lui è una delle prime persone a stringere amicizia con China al suo arrivo. Ama in segreto China e impazzisce di gelosia se la vede con un altro ragazzo, ma nella terza stagione si fidanzerà con Kennedy, per poi innamorarsi di Olive.
- Lexi Reed, interpretata da Stefanie Scott, doppiata da Giulia Franceschetti.
 È la ragazza più popolare del liceo. È la presidentessa del consiglio degli studenti ed è il capitano delle cheerleader; vede China come una sua rivale. Tenta in ogni modo che Olive la fotografi per il giornalino scolastico. Il suo nome sulla chat è più carina di te. Alcune volte viene aiutata da Cameron nei suoi piani solo per chiederle di uscire o per avere i numeri di ragazze carine.
- Cameron Parks, interpretato da Carlon Jeffery, doppiato da Alex Polidori.
 È il fratello maggiore di China; quando frequentava ancora l'asilo, era il bambino più alto, dopodiché si è fermato. A quanto pare ha una cotta segreta per Lexi Reed, che invece non lo fila proprio. Lexi a volte gli chiede aiuto per i suoi piani, promettendogli in cambio cose stupide, come sedersi al tavolo dei popolari ogni mercoledì per una settimana (episodio 21, PerformANTi).
- Angus Chestnut, interpretato da Aedin Mincks, doppiato da Francesco Ferri
 È un mago del computer. Ha una cotta per Olive e lo ha rivelato nell'episodio "L'importANTe è partecipare". Crede che lui e Olive stiano insieme. Mangia qualsiasi cosa gli passi davanti.

### Secondari
- Paisley Houndstooth, interpretata da Alexandra DeBerry, doppiata da Veronica Puccio.
 È una ragazza molto carina e alla moda, ma nonostante ciò è piuttosto incapace e svampita; è la migliore amica di Lexi e anche lei fa parte della squadra di cheerleading della scuola.
- Gibson, interpretato da Zach Steel, doppiato da Gabriele Lopez.
 È il consigliere A.N.T. della scuola. Nei suoi capelli si può trovare di tutto (ad esempio fazzoletti, liquirizie, matite etc.). Si è creato da solo due giochi che lo riguardano: Gibson Pursuit e Gibsonary. Indossa sempre una maglia a righe orizzontali gialle e nere. Ama una donna chiamata Sophie, che è in prigione. È lento di comprendonio ed è dotato di scarsa intelligenza, ma nonostante ciò è una persona molto dolce e tutti gli A.N.T. gli vogliono bene.
- Darryl Parks, interpretato da Finesse Mitchell.
 È il padre di China e Cameron ed è un ufficiale della polizia (scambiato sempre per un vigilantes). È molto protettivo e severo nei confronti di China. È un po' tirchio, infatti, pur sapendo che China desiderava una borsa costosa ma famosa in tutta la scuola, le prese una vecchia borsa con una macchia di sangue presa dal deposito tra le cose dei vecchi crimini. È sposato con Roxanne Parks.
- Roxanne Parks, interpretata da Elise Neal, doppiata da Monica Ward.
 È la mamma di China. È un'animatrice di feste per bambini. È gentile e affettuosa con tutti.
- Zoltan Grundy, interpretato da Dominic Burgess, doppiato da Leonardo Graziano.
 È un imprenditore, CEO della Z-Tech, un'azienda nel campo dell'elettronica, e preside della nuova A.N.T. Farm (stagione 3).
- Susan Skidmore, interpretata da Mindy Sterling, doppiata da Paola Giannetti.
 È la preside della scuola di China (stagioni 1-2). Sfrutta il talento innato degli A.N.T. per il proprio tornaconto. È innamorata del consigliere comunale ed una volta si è fatta fare un ritratto da Fletcher per lui. Adora un'app per il cellulare chiamata Angry Chicken (parodia di Angry Birds). Adora tutti i trofei che gli ANT vincono e si dice che voglia adottarli. È vecchia, ma crede di essere giovane e incantevole. Non vuole che nessuno sappia la sua vera età, per questo dopo che Olive la scoprì leggendo dei documenti che erano caduti a Susan rinchiuse lei, China, Fletcher e Angus dentro la sala comune degli A.N.T.
- Violet Ventimillagia, interpretata da Claire Engler, doppiata da Agnese Marteddu.
 È un prodigio sportivo, ha enorme talento nel Football, nel Baseball e nel Basket, e ha un'enorme forza fisica, nonostante la sua giovane età e la sua stazza magra. Violet è follemente innamorata di Fletcher, e ha un rapporto conflittuale con Lexi. È molto irascibile.
- Wacky, interpretato da Christian Campos.
 Uomo travestito da lupo che appare molto spesso come personaggio secondario. È la mascotte della squadra di basket scolastica. Possiede la bossa "3 Village".
- Hippo, interpretato da Matt Lowe, doppiato da Paolo Vivio (stagione 1-2).
 Produttore musicale di Hip-Hop che ama il cibo. Dopo lavora al ristorante con Graham e propone a Lexi di fare spesso la cameriera danzante, nonostante alla ragazza non riesca il lavoro.
- Kumiko Hashimoto "Kennedy Van Buren", interpretata da Piper Curda, doppiata da Lucrezia Marricchi.
 È una studentessa della Z-Tech figlia di Hashimoto. Si fidanza con Fletcher, che però la lascia.

## Distribuzione

### Data di uscita
Le date di uscita internazionali nel corso del 2011 sono state:
- 16 giugno negli Stati Uniti d'America (A.N.T. Farm)
- 24 giugno in Canada (A.N.T. Farm)
- 15 agosto in Australia (A.N.T. Farm) e Nuova Zelanda (A.N.T. Farm)[4]
- 16 settembre in Brasile (Programa de Talentos) e Messico (Programa de Talentos)
- 5 ottobre in Francia (Section Genius)[5]
- 7 ottobre in Regno Unito (A.N.T. Farm)[6]
- 11 novembre in Spagna
- 17 novembre in Germania (A.N.T.: Achtung Natur-Talente)[7]
- 10 dicembre in Africa (A.N.T. Farm)[8], Bulgaria (Фермата Г.О.Т.), Grecia (Πρόγραμμα παιδιά- τσακ), Polonia (Nadzdolni), Romania (Bobocii isteti), Repubblica Ceca (Farma R.A.K.) Turchia (Yetenek Çiftliği), Ungheria (Zsenipalánták)

Le date di uscita internazionali nel corso del 2012 sono state:
- 13 gennaio in Belgio e Paesi Bassi
- 28 gennaio in Giappone

### Edizione italiana
La direzione del doppiaggio è di Alida Milana e i dialoghi italiani sono curati da Antonio Palumbo e Eva Cavaciocchi per conto della DEA 5.